# Phrudus monilicornis
Phrudus monilicornis là một loài tò vò trong họ Ichneumonidae.